# Lucy Prebble
Lucy Prebble (ur. 1981 r.) – brytyjska dramatopisarka i scenarzystka filmowa, telewizyjna i gier.
Członkini Royal Society of Literature od 2018 r., laureatka Critics’ Circle Award for Best New Play za wystawianą na całym świecie sztukę The Effect (National Theatre) i George Devine Award za debiutancką sztukę The Sugar Syndrome (Royal Court). Scenarzystka Sekretnego dziennika call girl i serialu Sukcesja.